# Trochee
Een trochee (mv. trocheeën) of troch(a)eus (mv. troch(a)ei) (Oudgrieks: τροχαῖος (trochaíos), loper) is een versvoet bestaande uit een beklemtoonde lettergreep gevolgd door een onbeklemtoonde. Men noteert de trochee als – ◡. 

## Poëzie
Voorbeelden van trocheeën in de poëzie zijn:
- Zonne stervend zonk in zee,
en een wijde wade spreidde
op de brede kimme neer
't wolkenheer.

(Frederik van Eeden)
- Jantje zag eens pruimen hangen,
o! als eieren zo groot.
't Scheen, dat Jantje wou gaan plukken,
schoon zijn vader 't hem verbood.
(Hieronymus van Alphen)

## Fonologie
In de fonologie wordt de term meer in het algemeen gebruikt om de prosodische structuur van lettergrepen in verschillende talen te beschrijven. Zo is bijvoorbeeld de lettergreepstructuur van het Latijn overwegend trochaïsch; in een vorm als ár-bo-rem is de laatste lettergreep extrametrisch. Paroxytona hebben altijd een trochaïsche structuur.
Het woord trochee heeft zelf een jambische structuur, de tegenhanger van de trochaïsche structuur.